# Piel canela
Piel canela es una telenovela chilena producida y emitida por Canal 13 en el segundo semestre de 2001, entrando en reemplazo de Corazón pirata y siendo sucedida posteriormente por Buen partido. Fue protagonizada por Paz Bascuñán, Benjamín Vicuña y Gonzalo Valenzuela. En la dirección estuvo Cristián Mason y en los guiones Coca Gómez, Pablo Illanes y Mateo Iribarren.
Fue ampliamente superada por su competencia, Amores de mercado de TVN, una de las ficciones más vistas del país.

## Argumento
Marcela Moreno (Paz Bascuñán) es una joven trabajadora de limpieza, que vive con su familia en un cité y que va todos los días a trabajar a la productora de televisión Prisma TV, la cual vende sus telenovelas al Canal 25. Mientras desempeña su labor allí, conoce al joven escritor de telenovelas Gabriel Vallejos (Benjamín Vicuña) con quien tendrá un romance. Gabriel es hijo de un connotado escritor nacional y vive atormentado luego del rotundo fracaso de su última producción, Las Cuatro Caras del Amor.
Mientras esto sucede, Marcela descubre un oscuro pasadizo secreto y subterráneo que une todas las casas del cité donde ella vive, y que le permite espiar a sus vecinos. Es allí cuando comienza a escribir una obra televisiva basada en todo lo que ocurre en la vida de sus amigos del cité, manteniendo incluso los mismos nombres de los personajes. La historia se titula Piel canela y le entrega algunos capítulos a Vallejos para pedirle su opinión. Gabriel queda tan fascinado con el proyecto escrito por Marcela, que decide crear una nueva teleserie con base en su idea y tenerla como asistente. En Prisma TV se muestran muy interesados en la historia, pero a su vez son bastante elitistas: jamás estarían dispuestos a invertir millones de pesos en una telenovela escrita por una profesional de limpieza. Lo que obliga a la pareja protagonista a mantener el secreto.
Piel canela, el nuevo culebrón televisivo, logra ver la luz y se estrena en Canal 25, logrando un enorme éxito de audiencia. Pero Marcela y Gabriel deben hacer lo posible para impedir que los vecinos del cité se enteren de que están siendo espiados.

## Elenco
- Paz Bascuñán como Marcela Moreno
- Benjamín Vicuña como Gabriel Vallejos.
- Gonzalo Valenzuela como  Bruno Montenegro.
- Carolina Fadic como Katina Berger.
- Álvaro Escobar como Robin.
- Ana María Gazmuri como Oriana Marín.
- Daniel Alcaíno como Lisandro Valdés.
- Berta Lasala como Amanda Chandía.
- Tomás Vidiella como Galo Casagrande.
- Gloria Münchmeyer como Vida Suárez.
- Walter Kliche como Enzo Manfredi.
- Liliana Ross como Gracia Lobos.
- Willy Semler como Sergio Novoa "La Momia".
- Rebeca Ghigliotto como Sara Narváez.
- Solange Lackington como Charito Novoa.
- José Secall como Aníbal Callejas.
- Sandra Solimano como Regina Osorio.
- Nelson Villagra como Gabriel Vallejos.
- Andrea Freund como Victoria Mayo.
- Paulina Urrutia como María Conejo.
- Luz Croxatto como Francisca Germano.
- Remigio Remedy como José Pedro Zárate.
- Catalina Saavedra como Talula Vargas.
- Jaime McManus como Mariano Miguel.
- Rodolfo Bravo como Manuel Albornoz.
- Rosa Ramírez como Elsa Albornoz.
- Aldo Parodi como Demetrio "Maestrito" Sánchez.
- Sergio Urrutia como Franklin Moreno.
- Teresita Reyes como Victoria ''Toya'' Chandía.
- Fernando Farías como Juvenal Chandía.
- Gabriela Medina como Yolanda Jaña.
- Claudio Reyes como Moncho Cárdenas.
- Paula Zúñiga como Sandra Manfredi.
- Andrés Gómez como Ivo Cárdenas.
- Carmen Gloria Bresky como Lorena Chandía.
- César González Tejos como Rogelio Chandía.
- Luz Valdivieso como Anita Moreno.
- Pablo Díaz como Felipe Novoa.
- Rodolfo Vásquez como Lalito.
- Mario Soto como Chancho.
- Francisca Gavilán como Genoveva.
- Carlos Araya como Fernando Nando Richards.
- Alberto Chacón como Entrenador de boxeo.

## Participaciones
- Carmen Barros como Titania Conejo
- Nelly Meruane como América
- Cristián Campos como Patricio
- Liliana García como Maricarmen
- Greta Nilsson
- Miguel Ángel Fanfani como Entrenador Titanes del Ring
- Rolando Alfaro como Sombra Guerrera o Black Steel

## Equipo
- Dirección de Producción Canal 13: Ricardo de la Fuente
- Dirección de Área Dramática Canal 13: Ricardo Larraín
- Coordinación de Área Dramática Canal 13: José Manuel Sahli
- Guion: Pablo Illanes y Coca Gómez
- Libretista(s): Pablo Illanes, Coca Gómez y Mateo Iribarren
- Dirección general: Cristián Mason
- Producción general: Beatriz Rosselot
- Dirección de unidad(es): Luis Vicente López y Roberto Rebolledo
- Coordinación de producción: ¿?

- Edición: Soledad Rojas

## Banda sonora
- Piel Canela (Tema principal)
- Me gustas tú (Manu Chao)
- Yo te voy amar (N'Sync)